# Rarden
Rarden is een plaats (village) in de Amerikaanse staat Ohio, en valt bestuurlijk gezien onder Scioto County.

## Demografie
Bij de volkstelling in 2000 werd het aantal inwoners vastgesteld op 176.
In 2006 is het aantal inwoners door het United States Census Bureau geschat op 173, een daling van 3 (-1,7%).

## Geografie
Volgens het United States Census Bureau beslaat de plaats een oppervlakte van
0,5 km², geheel bestaande uit land. Rarden ligt op ongeveer 189 m boven zeeniveau.

## Plaatsen in de nabije omgeving
De onderstaande figuur toont nabijgelegen plaatsen in een straal van 28 km rond Rarden.